# Caccobius inconspicuus
Caccobius inconspicuus là một loài bọ cánh cứng trong họ Bọ hung (Scarabaeidae).